# Ministério do Interior (Angola)
O Ministério do Interior (MININT) é um departamento ministerial do governo da República de Angola. Seu atual ministro é Manuel Gomes da Conceição Homem.

## História
As raízes do ministério estão no Acordo do Alvor, que estabeleceu o Conselho Presidencial do Governo de Transição. Foi criada a pasta do Ministério do Interior em 15 de janeiro de 1975, liderada pelo ministro Ngola Kabangu, secretariada por Henrique Onambwé e João Mulombo Vaikene. Em agosto do mesmo ano as funções foram declaradas suspensas por Kabangu, porém de imediato Henrique Onambwé passou a ocupar interinamente o cargo de Ministro do Interior até a proclamação da independência nacional, efetivamente ocupando o cargo de ministro de Angola independente por um dia.
O ministério foi formalmente recriado em novembro de 1975 como "Ministério da Administração Interna" (MAI). Em outubro de 1976 o MAI é extinto. Entre maio de 1978 e 22 de junho de 1979 o MAI foi recriado com o nome de "Secretaria de Estado da Ordem Interna", quando retornou a ser "Ministério do Interior".

### Lista de ministros
- 1975: Henrique Onambwé
- 1975-1976: Nito Alves
- 1976-1978: Interregno[6]
- 1978-1979: Alexandre Kito[7]
- 1979-1980: Kundi Paihama[7]
- 1980-1989: Alexandre Kito[7]
- 1989-1992: Francisco Paiva Nvunda
- 1992-1997: Santana Petroff
- 1997-2002: Fernando da Piedade Dias dos Santos
- 2002-2006: Osvaldo Van-Dúnem
- 2006-2010: Roberto Ngongo
- 2010-2012: Sebastião Martins
- 2012-2019: Ângelo Veiga Tavares
- 2019-2024: Eugénio César Laborinho
- 2024-actual: Manuel Gomes da Conceição Homem

## Órgãos tutelados
- Polícia Nacional
- Serviço de Investigação Criminal
- Serviço de Migração e Estrangeiros
- Serviço Penitenciário
- Serviço de Protecção Civil e Bombeiros[8]
- Serviço de Inteligência e Segurança de Estado